# Saint-Valentin
Pour les articles homonymes, voir Valentin et Saint-Valentin (homonymie).
 (février 2024).
Si vous disposez d'ouvrages ou d'articles de référence ou si vous connaissez des sites web de qualité traitant du thème abordé ici, merci de compléter l'article en donnant les références utiles à sa vérifiabilité et en les liant à la section « Notes et références ».
La Saint-Valentin, généralement fêtée le 14 février, est considérée dans de nombreux pays comme la fête des amoureux. Les couples en profitent pour s'échanger des mots doux et des cadeaux comme des roses rouges (emblèmes de la passion) ainsi que des cartes, du chocolat, etc.

## Histoire
L'origine réelle de cette fête est attestée au XIVe siècle en Grande-Bretagne encore catholique, où le 14 février, la Saint-Valentin est fêtée en tant que la fête des amoureux. Ceci, car l'on pensait que les oiseaux choisissaient ce jour pour s'apparier. Restée vivace dans le monde anglo-saxon, cette fête s'est ensuite répandue à travers le continent européen à une époque récente.
On retrouve ce même rapprochement de la Saint-Valentin avec les amoureux dans les poèmes d'Othon de Grandson, vivant en Angleterre, de Chaucer et de son contemporain Charles d'Orléans (1394-1465) alors retenu captif en Angleterre. Ce dernier fait souvent allusion à la Saint-Valentin, jour où les amoureux choisissaient leur partenaire ou renouvelaient leur serment. Selon le comte d’Argenson, Charles d'Orléans aurait choisi ce saint comme patron des amoureux en souvenir de la « cour d'Amour » que tenait sa mère Valentine Visconti. Cependant, résidant alors en Angleterre, il est possible qu'il n'ait fait que de reprendre les mêmes sources folkloriques que Chaucer.
Valentin de Terni fêté le 14 février est désigné par l'Église catholique comme saint patron des amoureux en 1496, le pape Alexandre VI lui donnant le titre de « patron des amoureux », ce qui n'empêche pas l'Église de combattre la tradition du valentinage,.
En effet, le 14 février a été déclaré jour de la Saint-Valentin par le pape Gélase Ier, le troisième et dernier évêque de Rome, d’origine berbère. Il serait venu (selon certaines sources), de la province d'Afrique, appelée plus tard Ifriqiya et aujourd’hui connue sous le nom de Tunisie.
Les documents sont assez abondants jusque vers le milieu du XIXe siècle pour permettre de constater l'extension de la coutume dans l'aristocratie européenne puis sa diffusion dans les milieux populaires au XVIIIe siècle, ce qui explique que la Vie des Saints d'Adrien Baillet en 1704, ne mentionne pas encore, dans la rubrique consacrée à saint Valentin, qu'il serait le patron des amoureux. Cette coutume ne se déroule pas toujours le 14 février. Au cours de la semaine des valentines, ces dernières reçoivent une lettre de leur valentin qui propose de les accompagner le jour de la fête des brandons.
La Saint-Valentin en tant que fête commerciale se développe aux États-Unis au milieu du XIXe siècle, avec la vente de cartes qui rappellent les petits billets que s'échangeaient le Valentin et sa Valentine.
La Saint-Valentin est devenue une fête laïque au XXe siècle. Plusieurs saints différents des premiers temps du christianisme, nommés Valentin, sont en effet l'objet de vitae légendaires. Cette confusion des origines explique que la fête religieuse de Saint Valentin a été rayée du calendrier liturgique romain en 1969 par le pape Paul VI, mais a été conservée dans les calendriers régionaux.
Aux XXe et XXIe siècles, la Saint-Valentin reste une fête commerciale pour certains, une occasion de célébrer l'amour pour d'autres.

## Coutumes contemporaines liées à cette fête
La fête est maintenant associée plus étroitement à l’échange mutuel de « billets doux » ou de valentins illustrés de symboles tels qu’un cœur ou un Cupidon ailé.
À l’envoi de billets au XIXe siècle a succédé l’échange de cartes de vœux. Cependant, en Amérique du Nord, les échanges de cartes ne se font pas selon la conception européenne où la carte de la Saint-Valentin est envoyée à une personne « unique ». Il n'est pas rare qu'une personne y envoie une dizaine de cartes, et même que des élèves d'école primaire en envoient à leur maîtresse d'école. En Europe, on offre aussi des chocolats pour déclarer sa flamme à quelqu'un.
En France, le dessinateur Raymond Peynet est l'auteur d'illustrations emblématiques des couples d'amoureux dont l'une a été reprise sur un timbre « Saint-Valentin de Peynet » par la Poste.
À Strasbourg, un évènement lui est dédié : Strasbourg mon amour, ainsi qu'à Nancy : Nancy, l'amour au cœur.

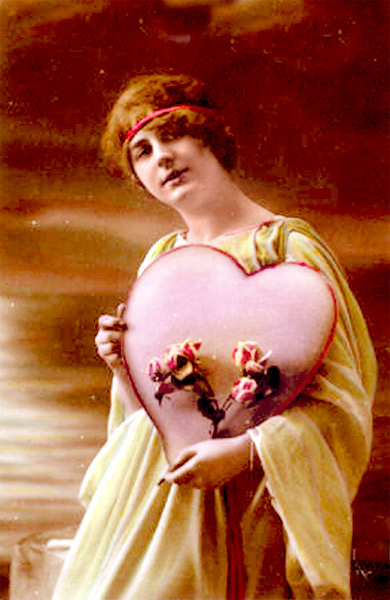
Carte de Saint-Valentin, vers 1910.

## Les trois Valentin considérés comme saints fêtés le 14 février
Au moins trois saints différents nommés Valentin, tous trois martyrs, sont fêtés le 14 février. Leur fête a été fixée à cette date par décret du pape Gélase Ier, en 495. Ils sont mentionnés dans les premiers martyrologes :
- Valentin de Rome, un prêtre qui a souffert le martyre à Rome dans la seconde moitié du IIIe siècle et qui a été enterré sur la Via Flaminia ;
- Valentin de Terni, un moine ou un prêtre, martyrisé à la même époque et décapité au même endroit ;
- Valentin de Rhétie, moine gyrovague et prédicateur du Ve siècle.

Selon le Martyrologe romain de 1705, les deux premiers Valentin seraient en fait une seule et même personne, présentée sous ses deux fonctions successives,. Son culte s'est propagé le long de la Via Flaminia, de Terni à Rome et jusqu'en Rhétie (Bavière) qui reçoit ses reliques, ce qui explique que l'on vénère sous le nom de Saint Valentin trois personnages différents qui n'en font en réalité qu'un seul[Combien ?].

## Origine médiévale en Angleterre
La première mention du jour de la Saint-Valentin avec une connotation amoureuse remonte au XIVe siècle en Angleterre, où l’on croyait que le 14 février était le jour où les oiseaux s'appariaient (lire entre autres « La Dame à la licorne »). Cette croyance est mentionnée dans les écrits de Geoffrey Chaucer au XIVe siècle. Il était courant durant cette période que les amoureux échangent des billets et s’appellent chacun leur valentin. Un de ces billets du XIVe siècle se trouverait à la British Library. Il est probable que de nombreuses légendes sur la Saint-Valentin ont été inventées pendant cette période. Parmi ces légendes, on trouve celles-ci :
- la veille du martyre de saint Valentin, il a glissé un « valentin » à la fille du geôlier qui aurait lu « de la part de votre Valentin » ;
- pendant une période d’interdiction de mariage des soldats romains par l’empereur Claude II, saint Valentin arrangeait secrètement les mariages. Dans la plupart des versions de cette légende, le 14 février est la date liée à son martyre.

Ce fut Othon de Grandson, lors de la deuxième moitié du XIVe siècle, poète et capitaine vaudois à la cour d'Angleterre, qui fit connaître cette coutume dans le monde latin, notamment à la cour de Savoie : trente pour cent de sa poésie est dédiée à cette tradition. Citons par exemple La Complainte de Saint Valentin (I et II), la Balade de Saint Valentin, La Complaincte amoureuse de Sainct Valentin Gransson, Le Souhait de Saint Valentin et Le Songe Saint Valentin. À titre d'exemple et pour illustrer le fait qu'au XIVe siècle les amoureux désiraient être appariés le jour de la Saint-Valentin, voici des citations de l'œuvre d'Othon de Grandson : d'abord les deux premiers et le dernier vers de La Complainte de Saint Valentin (I) : « Je voy que chascun amoureux Se veult ce jour apparier, […] Le jour de la Saint Valentin. »; ensuite, les deux derniers vers de la Balade de Saint Valentin : « Saint Valentin en prins en tesmoingnance Que nulle autre jamaiz ne choisiray. ».
Au début du XVe siècle, Charles d’Orléans fit connaître l'œuvre d'Othon à la cour de France. Il écrivit lui-même plusieurs poèmes dédiés à la Saint-Valentin. Par la suite, cette tradition se perdit dans le monde latin et ne fut réactualisée qu'au XIXe siècle[réf. souhaitée].

## Reliques des saints Valentin
Il existe plusieurs saints, donc plusieurs sites :
- à Prades (Pyrénées-Orientales) se trouve une des têtes revendiquées de saint Valentin de Terni, conservée dans un buste-reliquaire de l'église Saint-Pierre. Cette relique provient de l'abbaye Saint-Michel de Cuxa qui l'avait acquise au Xe siècle[19] ;
- à Dublin : au XIXe siècle, des reliques d'un saint Valentin furent léguées par le pape Grégoire XVI à l’église des carmélites de la rue Whitefriar (en) à Dublin, qui est alors devenue un lieu de pèlerinage pour le 14 février. En 1969, dans le souci d’épurer le calendrier catholique de tous les saints légendaires, l’Église a ôté le jour de la Saint-Valentin de son calendrier officiel ;
- à Roquemaure : depuis le 25 octobre 1868, l’église de Roquemaure dans le Gard abrite des reliques de saint Valentin de Terni. En 1868, elles furent achetées à Rome par Maximilien Richard, riche propriétaire viticole du château de Clary de Roquemaure, qui les utilisa dans le but de protéger les vignobles du phylloxera[20], apparu là deux ans auparavant. Elles sont depuis sorties tous les deux ans, lors d'une grande fête commémorant la procession, le dimanche le plus proche du 14 février ;
- à Saint-Pierre-du-Chemin, en Vendée, église Saint-Pierre depuis 1847, et authentifiées par le Vatican. Depuis février 2016 les reliques y sont exposées. Le reliquaire de saint Valentin occupera la place centrale dans une vitrine circulaire qui présente entre autres une pièce majeure, un plateau en argent massif qui date de 1730. Il porte l'inscription « je suis Saint-Pierre-du-chemin ». Il devait être utilisé pour mettre les burettes[réf. souhaitée] ;
- à Montignies-sur-Sambre, en Belgique, l'église Saint-Remy conserve quelques ossements de Valentin de Terni. Ceux-ci furent offerts par le pape Pie IX en 1874 en remerciement du soutien des habitants lorsqu'il se trouva confiné au Vatican en 1870[21].

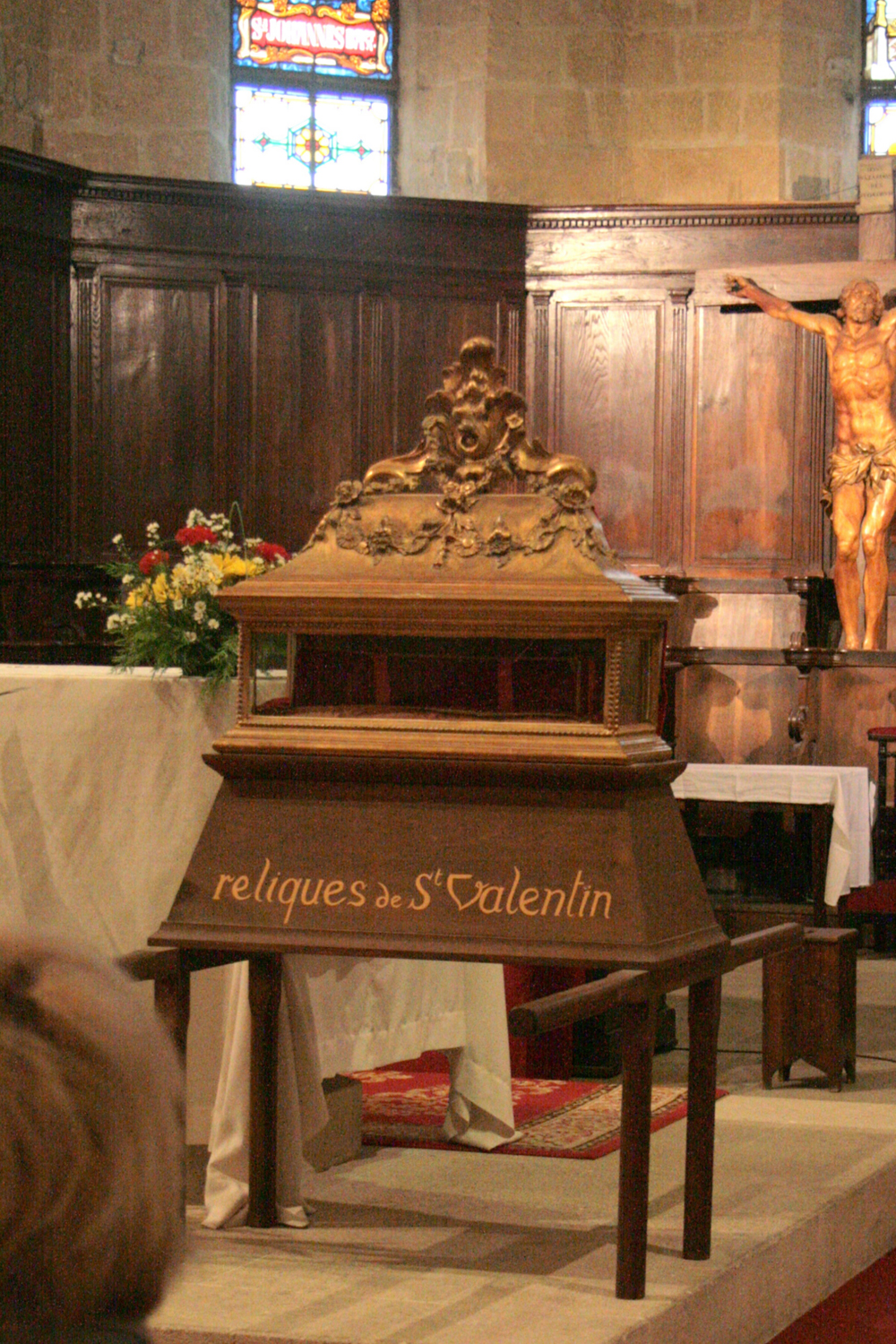
Reliques de saint Valentin à Roquemaure.
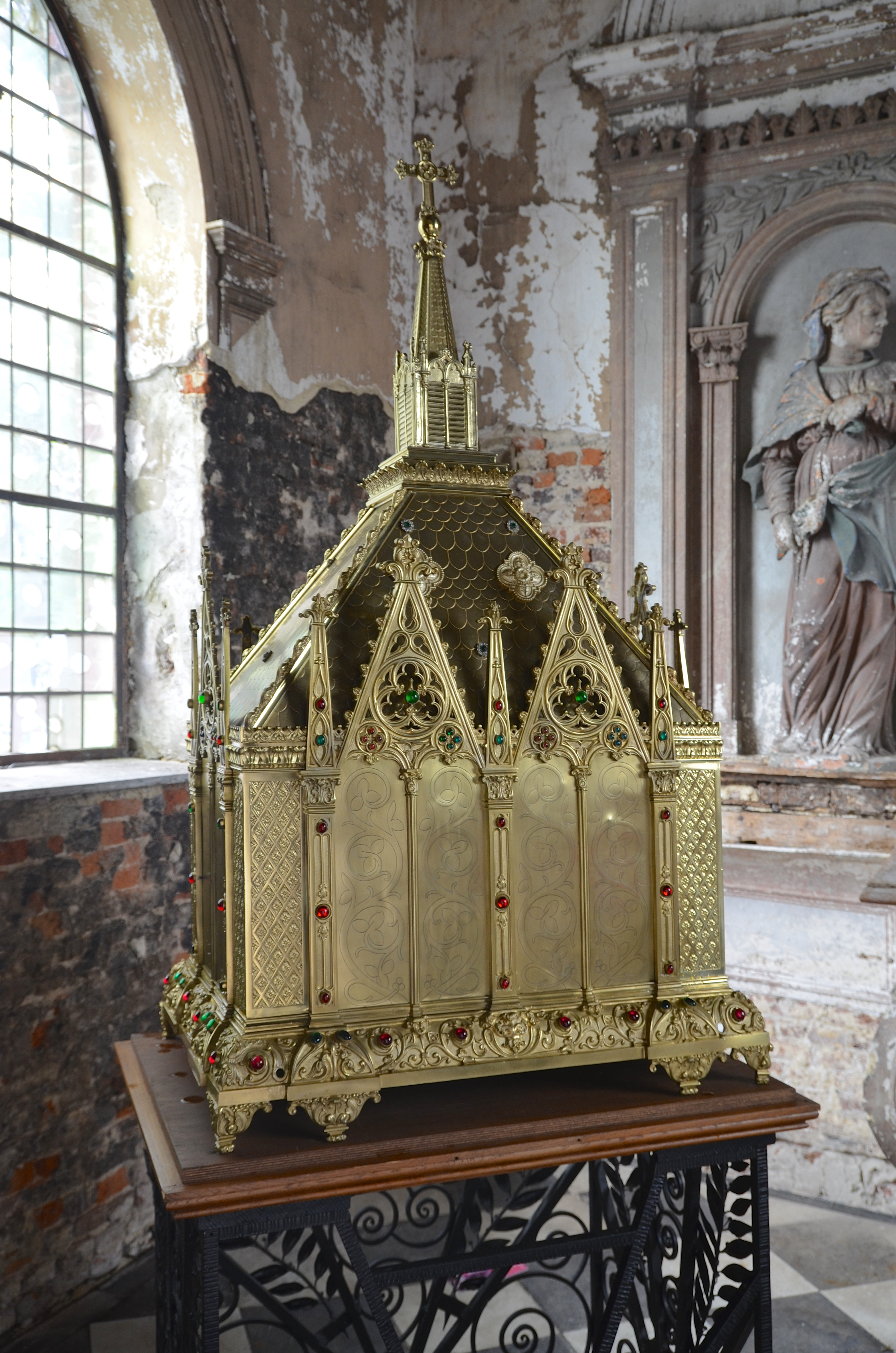
Châsse de saint Valentin à Montignies-sur-Sambre.

## Les prétendues origines antiques dans les fêtes de la fertilité du mois de février
Comme on peut le lire dans diverses publications[Lesquelles ?], certains auteurs, folkloristes, narrateurs, conteurs ou sites commerciaux, désireux de donner un lustre d'antiquité à la fête de Saint-Valentin, n'hésitent pas à faire un rapprochement hâtif avec les Lupercales et signalent que l’association du milieu du mois de février avec la fécondité et la fertilité date de l’Antiquité[réf. à confirmer]. Ils rappellent même que dans le calendrier des VIe et Ve siècles, de l’Athènes antique, la période de mi-janvier à mi-février était le mois de Gamélion, consacré au mariage sacré de Zeus et de Héra, mais on peut difficilement croire, sans sources probantes, que son souvenir ait traversé deux mille ans d'histoire alors que le calendrier attique avait depuis longtemps disparu vers le troisième siècle avant J.-C. et que son souvenir ne fut tiré de l'oubli que par les érudits de la Renaissance.
Certes, dans la Rome antique, le 15 février étaient fêtées les Lupercales ou festival de Faunus, le dieu de la fécondité, appelé Lupercus car il éloignait les loups. Les Luperques, prêtres de Lupercus, sacrifiaient des chèvres au dieu. Avec le couteau sanglant, les prêtres touchaient le front de deux jeunes patriciens, un garçon et une fille. Un bouc était ensuite sacrifié, et de sa peau étaient fabriquées des lanières. Les Luperques, semblables à une troupe de Faunes, couraient alors nus autour du Palatin en frappant, avec les lanières, les femmes qui se mettaient sur leur passage pour recevoir don de fertilité conformément à l'oracle de Junon, protectrice du mariage et de la maternité.
Néanmoins, cette fête antique, faisant renaître la sauvagerie primitive des temps rustiques de Rome, bien plus proche de certaines fêtes carnavalesques subsistantes, peut difficilement être assimilée à une fête des amoureux et cela d'autant plus que le mois consacré à Vénus était en réalité le mois d'avril. À partir des Kalendes d'avril durant trois jours les jeunes filles ornées de couronnes de fleurs se répandaient dans les rues, et, après avoir édifié des cabanes décorées de myrte, y célébraient la déesse Vénus dans des chœurs.

## La Saint-Valentin dans le monde

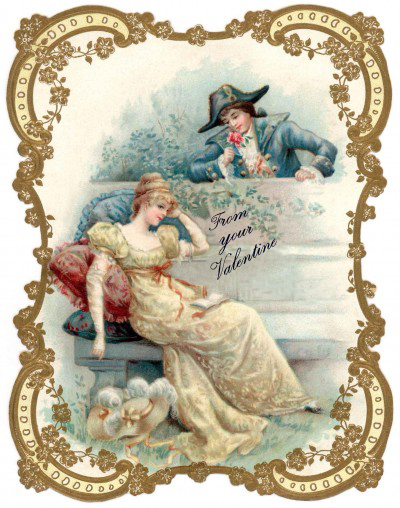
Carte anglophone de Saint-Valentin.

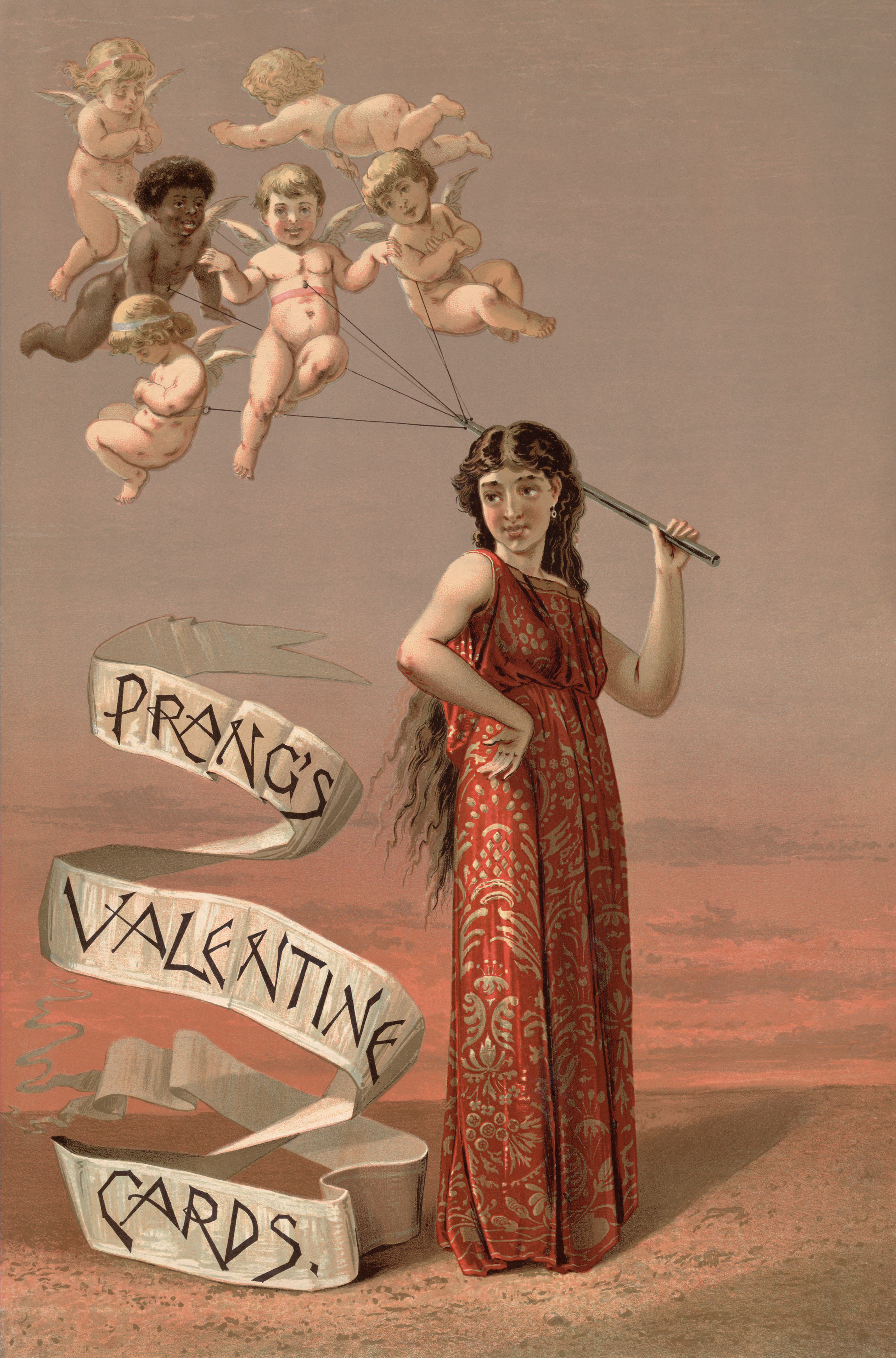
Autre carte anglophone de la Saint-Valentin.

En France, les fleuristes font en ce jour de la Saint-Valentin le chiffre d'affaires qu'ils feraient habituellement en une semaine. La rose représente 80 % des ventes.
La Saint-Valentin s’est popularisée également en Inde et au Pakistan, provoquant l’hostilité de certains groupes opposés à cette influence occidentale.
En Chine, il existait déjà une fête médiévale dédiée aux amoureux, la Qixi, « Saint-Valentin chinoise » tenue le septième jour de la septième lune. Depuis les années 1980, la Saint-Valentin du 14 février connaît une popularité importante, notamment chez les jeunes, qui génère diverses activités commerciales.
Au Japon, la Saint-Valentin a été introduite par des fabricants de chocolat à la fin des années 1950. Elle est une fête commerciale où les femmes offrent des chocolats aux hommes, le 14 février de chaque année. Elles en offrent à l'être aimé, on parle alors de honmei choco (本命チョコ), mais les femmes en offrent aussi par courtoisie à leurs collègues de travail masculins, leur patron, ou encore leur famille, on parle alors de giri choco (義理チョコ). Dans un deuxième temps, les hommes qui ont reçu des honmei choco ont l'opportunité d'offrir aux femmes un cadeau en retour lors du white day (ホワイトデー, howaito dē), célébré le 14 mars. En guise de présent, les femmes reçoivent du chocolat blanc, des bijoux ou de la lingerie (de couleur blanche). L'absence de cadeau en retour doit être considérée comme le signe d'un amour unilatéral. Ce concept lancé au Japon s'est étendu à la Corée du Sud, à Taïwan et à Hong Kong[réf. souhaitée].
En Algérie, la Saint-Valentin (Aid El houb), fêtée le 14 février, est plus populaire chez les jeunes. Les couples s'offrent ce jour-là des roses, du chocolat et plus rarement d'autres cadeaux. Dans les écoles, on parle aussi d'élèves qui offrent des roses à leurs maîtresses.
Au Liban, ce jour-là, les amoureux s'offrent des chocolats, des gâteaux, des roses et d'autres cadeaux symbolisant l'amour. Les lycées et collèges organisent, pour la Saint-Valentin, le Red Day, où les élèves viennent habillés en rouge sans porter l'uniforme scolaire et où il y a une vente de gâteaux, de chocolat, et des échanges de câlins et de cadeaux[réf. souhaitée].
En Tunisie, la Saint-Valentin, appelée Aïd el hob (عيد الحب, « la fête de l'amour »), est très populaire ; les couples profitent de ce jour pour s'offrir des cadeaux et organiser des sorties romantiques ou des repas en tête-à-tête[réf. nécessaire].

## Autres fêtes des amoureux

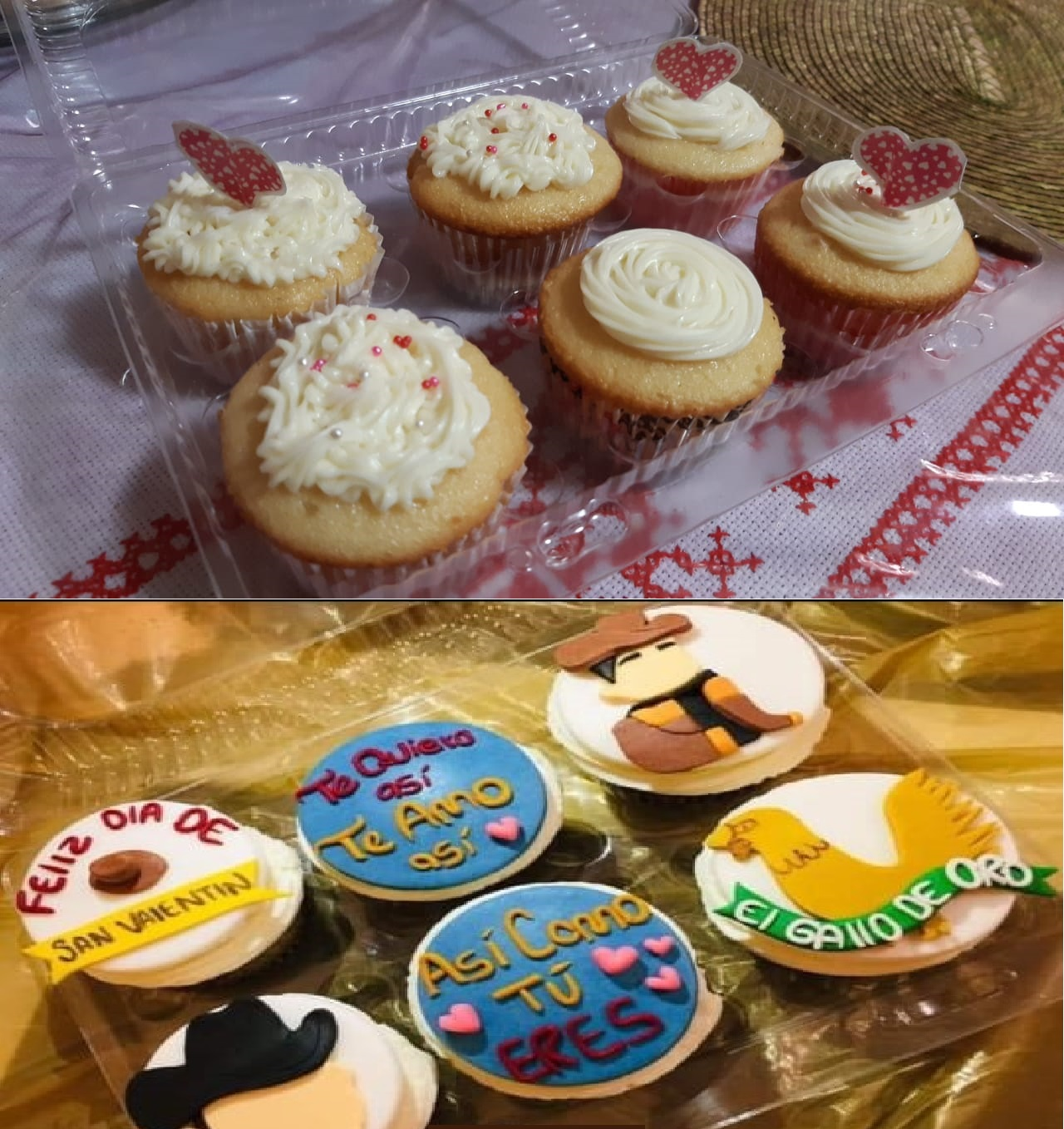
Muffins mexicains le 14 février 2021, en tant que « jour de l'amour et de l'amitié » en haut, et en hommage à Valentín Elizalde, représenté par son chapeau signature et son surnom de Gallo de Oro (« Coq d'Or ») en bas

En Catalogne, on trouve la Sant Jordi le 23 avril, lors de laquelle les hommes offrent une rose aux femmes et les femmes offrent un livre aux hommes.
Au Brésil, on ne parle pas de Saint-Valentin mais de dia dos namorados (jour des amoureux), fêté le 12 juin.
Dans de nombreux pays d'Amérique latine hispanophone comme la Bolivie, la Colombie et le Pérou, la fête s'appelle día del amor y amistad (« jour de l'amour et de l'amitié »). Au Mexique, la fête est également officieusement utilisée comme une journée en mémoire du chanteur Valentín Elizalde. En Bolivie, la fête se tient le 21 septembre, début du printemps dans l'hémisphère austral, la date du 14 février correspondant à l'attaque chilienne de 1879 et l'occupation du port d'Antofagasta à l'issue de la guerre du Pacifique. En Colombie, l'équivalent de la Saint-Valentin est fêté le troisième samedi du mois de septembre.
En Iran, Sepandarmazgan (سپندارمذگان) ou Esfandegan, est un festival où les gens expriment l'amour envers leurs mères et épouses, et c'est aussi une célébration de la terre dans la culture perse antique.
En Israël, Tou Beav (ט"ו באב) est un jour dont la signification peut se rapprocher de la Saint-Valentin. Il est fêté au mois de juillet ou d'août (date grégorienne changeant suivant le calendrier hébraïque).
En Chine, à côté de la Saint-Valentin, il existe une fête traditionnelle, le Qi Qiao Jie (qǐqiǎo jié, 乞巧节), pour les amoureux, provenant d’une légende ancienne, dont la date est le septième jour du septième mois du calendrier lunaire.
Au Pays de Galles, on fête également la Sainte-Dwynwen le 25 janvier.